# Плеоназм
Плеона́зм (от др.-греч. πλεονασμός «излишний, излишество») — оборот речи, в котором происходит дублирование некоторого элемента смысла; наличие нескольких языковых форм, выражающих одно и то же значение, в пределах законченного отрезка речи или текста; а также языковое выражение, в котором имеется подобное дублирование.
Термин «плеоназм» пришёл из античной стилистики и грамматики. Античные авторы дают плеоназму различные оценки. Квинтилиан, Донат, Диомед определяют плеоназм как перегруженность речи излишними словами, следовательно, как стилистический порок. Напротив, Дионисий Галикарнасский определяет эту фигуру как обогащение речи словами, на первый взгляд излишними, но в действительности придающими ей ясность, силу, ритмичность, убедительность, пафос, неосуществимые в речи лаконической.
Близкими к плеоназму стилистическими фигурами являются тавтология и, отчасти, перифраз. Соотношение терминов плеоназм и тавтология понимается языковедами по-разному. Как и в случае тавтологии, плеоназм может характеризоваться повторением одних и тех же (или однокоренных) слов, но, в отличие от неё, дублирование вызвано не безграмотностью, а смысловой необходимостью или стилистическим приёмом. Плеоназм — языковедческий термин, тавтология — и языковедческий, и логический (хотя в логике это слово используется совсем в другом смысле).

## Функции
В ряде случаев плеоназм сознательно используется для эмоционального усиления эффекта высказывания или для создания комического эффекта (как в письменной, так и в устной речи). В фольклоре и поэзии плеоназм способствует напевности речи, её эмоциональной окраске и для создания образности («путь-дороженька», «полюшко-поле»). Однако чаще он является дефектом и используется неосознанно.

## Виды
Различают синтаксический и семантический плеоназмы.
Синтаксический плеоназм является результатом избыточного употребления служебных частей речи, например: «Он сказал мне о том, что его приняли на другую работу» («о том» можно опустить, не потеряв смысл) или «я знаю, что он придёт» (союз «что» необязателен при соединении предложения с глагольной фразой «я знаю»). Оба предложения грамматически корректны, но слова «о том» и «что» рассматриваются в данном случае как плеонастические.
Семантический плеоназм — больше вопрос стиля и использования грамматики. Лингвисты часто называют его речевой избыточностью во избежание путаницы с синтаксическим плеоназмом, более важным феноменом для теоретической лингвистики. Он также может принимать различные формы. Во многих случаях семантического плеоназма статус слова как плеонастического зависит от контекста. В противоположность семантическому плеоназму, оксюморон образуется соединением двух противоположных по смыслу слов.
В качестве отдельных видов семантического плеоназма выделяют периссологию (или синонимический повтор) и многословие. При периссологии семантическое значение одного слова включается в состав другого, например:
- «Мы поднялись вверх по лестнице»;
- «Каждый покупатель получает бесплатный подарок»;
- «На заднем фоне»;
- «Другой альтернативы нет».

При многословии в состав предложений или фраз включаются слова, не увеличивающие общую смысловую нагрузку, например:
- «Он шёл по направлению к дому».

Также избыточность неявно встречается в выражениях, содержащих аббревиатуры: «линия ЛЭП (ТРК)» (линия электропередачи), «система СИ» (система интернациональная), «CD-диск» (Compact Disc), VIP-персона (Very Important Person), «IT-технологии» (информационные технологии), «министр МВД» (Министерство Внутренних Дел).
Иногда редакторы и грамматические стилисты «плеоназмом» называют многословие, также называемое «логорея» («данная личность мужского пола в прошлом времени сознательно осуществляла процесс пешей транспортировки с нормальной скоростью по направлению к объекту, представляющему собой место постоянного проживания данной личности» вместо «он шёл домой»).